# 小行星11895
小行星11895（11895 Dehant）是一颗绕太阳运转的小行星，为主小行星带小行星。该小行星于1991年4月8日发现。

## 轨道参数
小行星11895的轨道半长轴为2.3583404 UA，离心率为0.094。